# Воля-Крокоцька
Воля-Крокоцька (пол. Wola Krokocka) — село в Польщі, у гміні Шадек Здунськовольського повіту Лодзинського воєводства.
Населення — 172 особи (2011).
У 1975-1998 роках село належало до Серадзького воєводства.

## Демографія
Демографічна структура станом на 31 березня 2011 року:
|          | Загалом | Допрацездатний вік | Працездатний вік | Постпрацездатний вік |
| -------- | ------- | ------------------ | ---------------- | -------------------- |
| Чоловіки | 85      | 17                 | 63               | 5                    |
| Жінки    | 87      | 19                 | 48               | 20                   |
| Разом    | 172     | 36                 | 111              | 25                   |